# Ochthoeca oenanthoides
El pitajo canela (en Argentina, Bolivia y Paraguay) (Ochthoeca oenanthoides), también denominado pitajo rojizo (en Chile) o pitajo de D'Orbigny (en Perú), es una especie de ave paseriforme de la familia Tyrannidae perteneciente al género Ochthoeca. Es nativo de regiones andinas del oeste de América del Sur.

## Distribución y hábitat

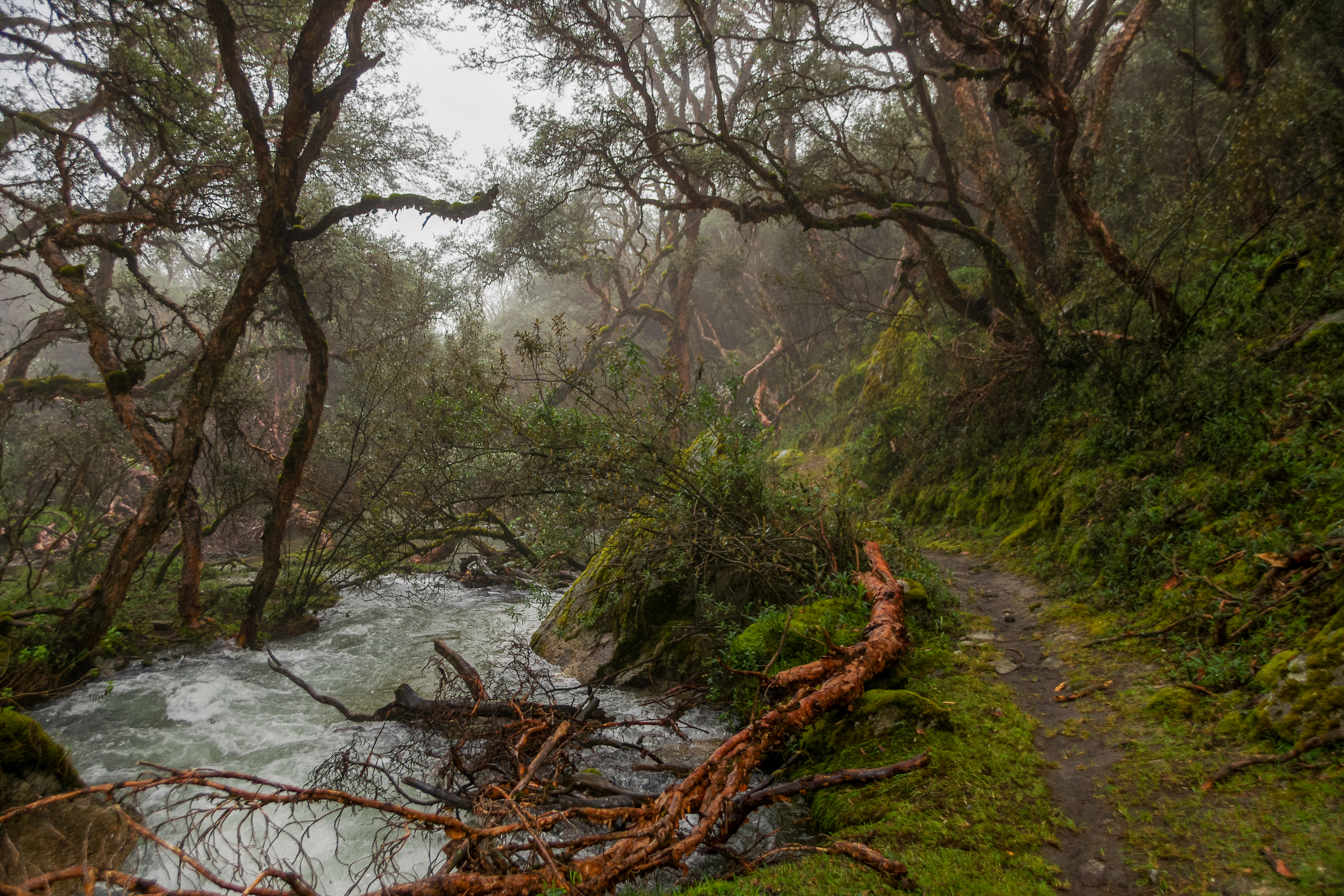
Bosque de Polylepis en Aquilpo, Cordillera Blanca, Áncash, Perú, ejemplo de hábitat de la especie.

Se distribuye desde el noroeste de Perú (La Libertad) hacia el sur a lo largo del oeste de la cordillera de los Andes hasta el extremo norte de Chile (Arica) y al este desde el sur del Perú (cuenca del Titicaca en Puno, en Tacna), oeste de Bolivia (hacia el sur desde La Paz) y noroeste de Argentina (al sur hasta La Rioja). Es considerado vagante en Paraguay.
Esta especie es considerada de poco común a localmente bastante común en sus hábitats naturales: los parches de bosques montanos y matorrales de gran altitud, cerca del límite del bosque, incluyendo las arboledas de Polylepis. Habita en altitudes entre 3200 y 4200 m s. n. m.

## Sistemática

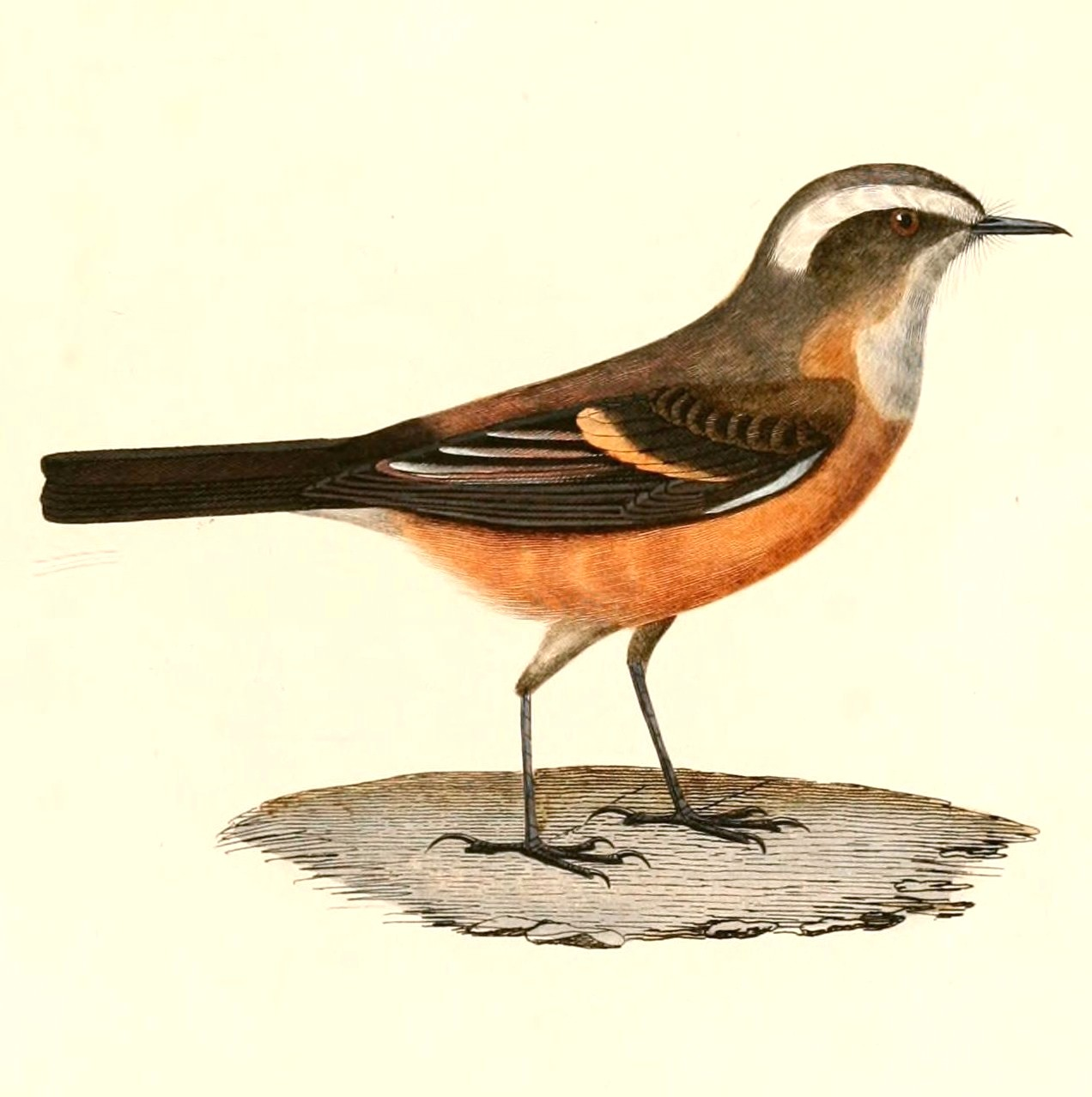
Fluvicola oenanthoides, ilustración en d'Orbigny Voyage dans l'Amérique Méridionale, 1847.

### Descripción original
La especie O. oenanthoides fue descrita por primera vez por los naturalistaa franceses Alcide d'Orbigny y Frédéric de Lafresnaye en 1837 bajo el nombre científico Fluvicola oenanthoides; su localidad tipo es: «La Paz, Bolivia».

### Etimología
El nombre genérico femenino «Ochthoeca» se compone de las palabras del griego «okhthos» que significa ‘montículo’, ‘colina’ y «oikeō» que significa ‘habitar’; y el nombre de la especie «oenanthoides», es una combinación del género Oenanthe —las collalbas del Viejo Mundo—, con la palabra griega «oidēs» que significa ‘que se parece’.

### Taxonomía
Las subespecies se sobreponen en el extremo sur de Perú y norte de Chile, las aves tienden a mostrar características intermediarias.

### Subespecies
Según las clasificaciones del Congreso Ornitológico Internacional (IOC) y Clements Checklist/eBird se reconocen dos subespecies, con su correspondiente distribución geográfica:
- Ochthoeca oenanthoides polionota P.L. Sclater & Salvin, 1870 – Andes de Perú (desde La Libertad y San Martín al sur hasta Cuzco y norte de Puno).
- Ochthoeca oenanthoides oenanthoides (d'Orbigny & Lafresnaye, 1837) – sur de Perú (cuenca del Titicaca, en el sur de Puno y Tacna), norte de Chile (Arica), oeste de Bolivia (al sur desde La Paz) y noroeste de Argentina (al sur hasta La Rioja).